# 日本ヒューレット・パッカード
日本ヒューレット・パッカード合同会社（にほんヒューレット・パッカード）は、エンタープライズ製品（サーバー、ネットワーク機器等）の製造・販売、ソリューションサービスの提供を主とする日本のコンピュータ関連企業。横河電機とヒューレット・パッカードの合弁企業である横河ヒューレット・パッカード株式会社（よこがわヒューレット・パッカード）を前身とする。
2015年に親会社であるヒューレット・パッカード（Hewlett-Packard Compan）が分社化、HP Inc.（HPI）とヒューレット・パッカード・エンタープライズ（Hewlett Packard Enterprise、HPE）の2社が誕生した。分社化は親会社のアメリカにおいてはHPEを新設する形で行われたが、日本法人においては日本ヒューレット・パッカード合同会社がITコンサルティングサービス、サーバー・ネットワーク機器等の企業向けハードウェア事業を行うHPEの日本法人として継続することになった。
かつてのPC・プリンティング事業（PC、プリンターの製造・販売）は、2015年8月1日付で分社された株式会社日本HPへ移管している。

## 沿革

横河ヒューレット・パッカード（YHP）時代のロゴマーク

### 横河ヒューレット・パッカード
- 1963年（昭和38年）
  - 1月 - 横河電機の常務取締役横河正三、取締役社長山崎巌が渡米、ヒューレット・パッカード社を訪れて技術提携の申し入れを行う[2]。
  - 4月 - 横河電機とヒューレット・パッカード社の技術提携が成立[2]。
  - 8月 - 横河電機とヒューレット・パッカード社との合弁により、横河ヒューレット・パッカード株式会社（YHP）を資本金5億円で設立[2]、初代取締役社長に横河正三が就任[2]。出資比率は横河電機51%、HP社49%。本社を東京都武蔵野市に置く。
  - 10月 - 横河ヒューレット・パッカード株式会社が営業開始[2]。
- 1964年（昭和39年）9月 - 横河ヒューレット・パッカード、東京都八王子市の新社屋へ移転[2]。
- 1969年（昭和44年） - 横河ヒューレット・パッカード、コンピュータ事業に参入[3]。
- 1989年（平成元年） - 横河ヒューレット・パッカード、日本アポロコンピュータ株式会社を合併[3]。
- 1990年（平成2年） - 横河ヒューレット・パッカード、プリンター事業に参入[3]。

### 日本ヒューレット・パッカード
- 1995年（平成7年） - 日本ヒューレット・パッカード株式会社へ社名変更[3]。
- 1999年（平成11年） - 横河電機との合弁を解消し、米国ヒューレット・パッカードの100%子会社となる[3]。計測器部門をアジレント・テクノロジーとして分社化[3]。
- 2001年（平成13年）- デジタル印刷機メーカーのIndigo社を買収、日本でも事業を開始[3]。
- 2002年（平成14年） - 米国ヒューレット・パッカードがコンパック・コンピュータ・コーポレーション（Compaq Computer Corporation）を合併したことに伴い、日本HPもコンパック日本法人を合併[3]。「COMPAQ」の名称はPCのブランドとして存続。
- 2005年（平成17年）- 大型デジタル印刷機メーカーのScitex Vision社を買収、日本でも事業を開始[3]。
- 2006年11月 - 本社を東京都千代田区（市ケ谷駅付近）へ移転。コンパック日本法人から引き継いだ東京都品川区天王洲の旧本社を閉鎖。
- 2009年 - 米国ヒューレット・パッカードがElectronic Data Systems（EDS）を合併したことに伴い、日本ヒューレット・パッカードも同社日本法人のEDSジャパンを合併。
- 2011年 - 本社を東京都江東区大島へ移転[3]、新本社ビル「HP Garage Tokyo」を開設。社員のほとんどが自分専用のデスクを持たずに仕事をする環境。「フリーアドレス」を整備。
- 2013年（平成25年）8月 - 日本ヒューレット・パッカード、創立50周年を迎える[3]。

### 会社分割後
- 2015年（平成27年）
  - 8月1日 - パソコン・プリンター事業を株式会社日本HPへ移管[4][3]。
  - 11月1日 - 分社化に伴い、緑色（バイタルグリーン）の現行ロゴマークへ変更[5]。従来の青色の「HP」ロゴはHPIおよび株式会社日本HPが受け継ぐ。
- 2017年（平成29年）4月3日 - HPEのサービス部門がコンピュータ・サイエンシズ・コーポレーション (CSC)と共にDXCテクノロジーとして分割することに伴い、株式会社日本エンタープライズサービスとして分割。同年8月、日本SGIを吸収（その後日本SGIは解散）。
- 2021年（令和3年）6月1日 -　株式会社から合同会社へ組織変更、日本ヒューレット・パッカード合同会社へ社名変更[6]。

## 主要拠点

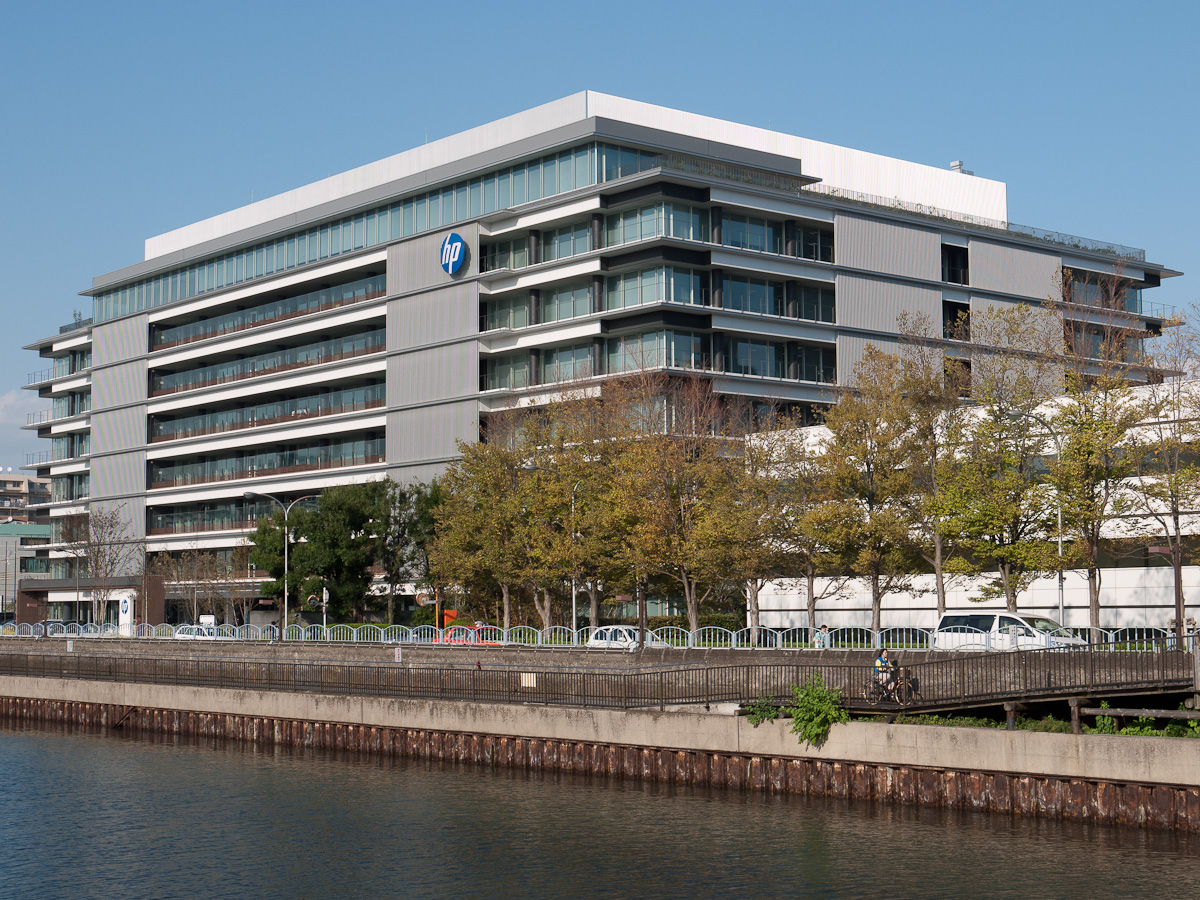
横十間川沿いの江東区大島の本社ビル

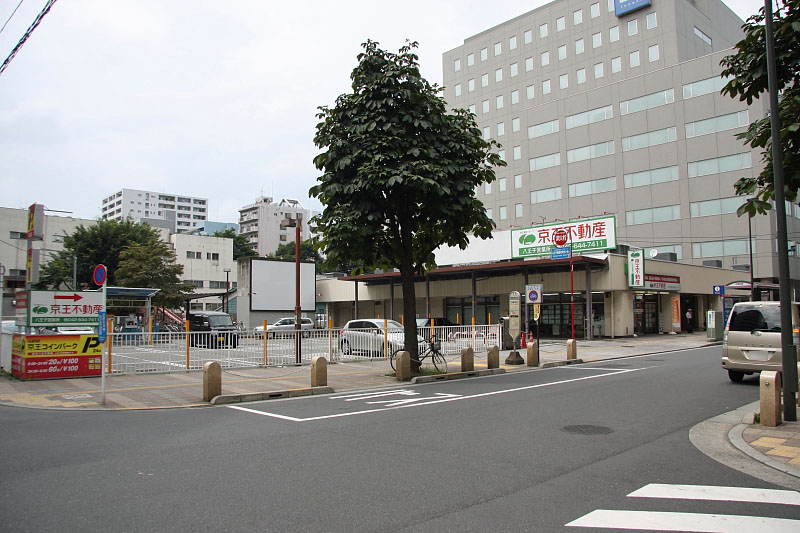
八王子事業所が入居する「京王八王子明神町ビル」
京王電鉄が所有する京王八王子駅前のオフィスビルで、西東京バス旧本社ビル「西東京ビル」の跡地に建設された。
手前の低層建築物とコインパークは京王八王子高速バスターミナル跡地。

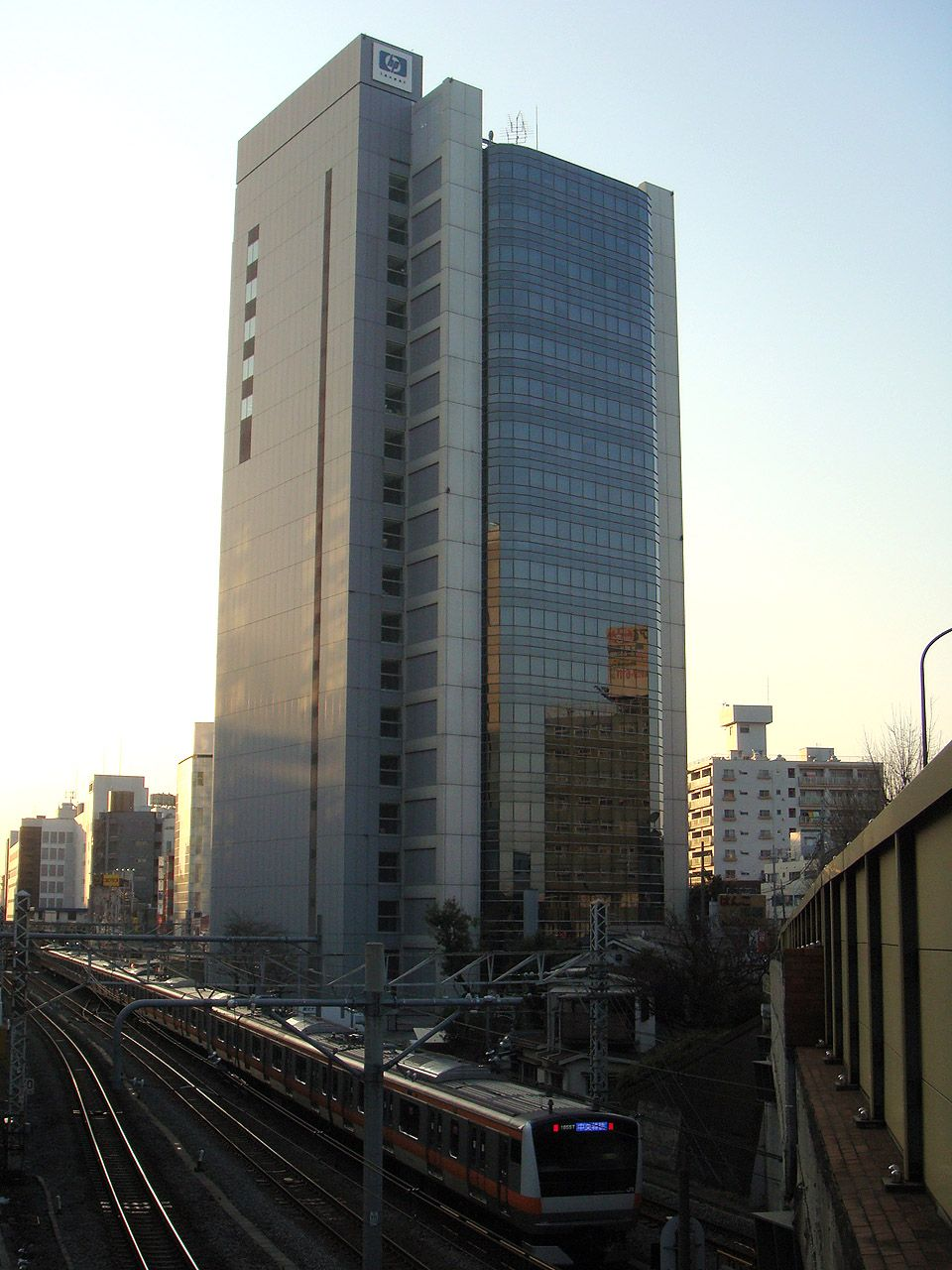
日本ヒューレット・パッカード旧荻窪事業所が入居していた「インテグラルタワー大林」
旧日本DEC本社で、2度の合併を経て日本HPの荻窪事業所となった。同事業所は2011年7月1日に新本社ビルへの集約移転に伴い閉鎖された。

- 主要事業所および支店[7]
  - 本社
  - 八王子事業所
  - 中部支店
  - 西日本支社
- 営業所[7]
  - 札幌営業所
  - 仙台営業所
  - 豊田営業所
  - 福岡営業所

## 主な製品
- コンピュータ
  - x86サーバ
  - UNIXサーバ
  - フォールトトレラント・サーバ
  - ストレージ製品
  - ネットワーク製品
    - レイヤ3スイッチ、レイヤ2スイッチ、ルータ
    - 無線LAN

  - セキュリティ製品
- ソフトウェア
  - オペレーティングシステム
    - HP-UX（UNIX）
    - OpenVMS

  - 管理ソフトウェア
    - システム運用管理（OpenCall）
    - 情報ライフサイクル管理

  - バーチャル会議システム
- ソリューション
  - システム・ネットワーク管理ソフトウェア
  - ビジネス・ITコンサルティング
  - システムインテグレーション
  - ネットワークインテグレーション
  - セキュリティソリューション
  - ミッションクリティカル・サービス
  - システム監視・管理サービス
  - アプリケーション管理サービス
  - ヘルプデスクサービス

## スポーツ
- ラグビー部 - 横河電機との合弁会社で創業した関係でラグビー部の強化が図られ、全国社会人ラグビー大会への出場もある。また元社員にはラグビー日本代表や日本ラグビーフットボール協会役員もいた。特に早稲田大学ラグビー部で主将および監督として日本一を獲得した木本建治が有名。
- ジャパン女子オープンテニス - 2009年新設の女子プロテニス大会。冠大会「HPオープン」として開催。

## 関連する人物
- 横河正三 - 初代社長 - 横河電機株式会社社長、会長、名誉会長を歴任 - 慶應義塾評議員
- 樋口泰行 - 日本マイクロソフト株式会社 代表執行役社長 - 元・日本ヒューレット・パッカード株式会社社長
- 吉田雅彦 - 元・日本マイクロソフト顧問 - 元・日本ヒューレット・パッカード相談役
- 有村智恵 - 女子プロゴルファー - 所属契約[8]
- クルム伊達公子 - 女子プロテニスプレーヤー - スポンサー契約[9]
- 寺澤正雄 - 日本オラクル株式会社 取締役 - 元・代表取締役社長
- 高柳肇 - 株式会社ハイ・アベイラビリティ・システムズ 代表取締役会長 - 元・代表取締役社長
- 小田晋吾 - 元・代表取締役社長
- 馬場真 - 元・代表取締役副社長
- 石積尚幸 - グーグル・クラウド・ ジャパン上級執行役員 - 元・取締役副社長
- 木本建治 - 元人事部部長 - 元早稲田大学ラグビー部主将、監督 - 1987年度日本一
- 小出伸一 - 株式会社セールスフォース・ジャパン 代表取締役会長 兼 CEO - 元・代表取締役社長執行役員
- 吉田仁志 - 日本マイクロソフト株式会社 代表取締役 社長 - 元・日本ヒューレット・パッカード株式会社　代表取締役 社長執行役員

## 不祥事
- 2010年8月 - 東京国税局より470億円の申告漏れを指摘されていたことが判明した[10]。
- 2012年4月27日 - 2008年に精神疾患で欠勤した社員を諭旨解雇した問題で、最高裁第2小法廷は会社の上告を棄却し解雇を無効とした。2審判決によれば、原告社員は男性は2008年頃に「職場で嫌がらせを受けている」と訴えて会社に調査を求めていた[11]。